# One More Chance (chanson de The Notorious B.I.G.)
Pour les articles homonymes, voir One More Chance.
Singles de The Notorious B.I.G.
Big Poppa
(1995) Warning
(1995)
One More Chance est une chanson du rappeur américain The Notorious B.I.G., et le troisième single, sorti le 2 juin 1995, extrait de son premier album, Ready to Die. 
La piste bénéficie de la collaboration des chanteuses Faith Evans et Mary J. Blige et de la production de Rashad Smith et Sean Combs, alias Puff Daddy.
Le single s'est classé à la deuxième place du Billboard Hot 100 et a été certifié disque de platine par la Recording Industry Association of America (RIAA) le 31 juillet 1995.

## Samples
Le titre contient les samples suivants : 
- I Want You Back des Jackson 5
- Hydra de Grover Washington, Jr.
- All This Love de DeBarge
- Mind Playing Tricks on Me des Geto Boys
- Getto Jam de Domino
- Knockin' Da Boots d'H-Town
- Dolly My Baby (Bad Boy Extended Mix) de Super Cat featuring The Notorious B.I.G., Puff Daddy et 3rd Eye.